# Steve Cropper
 (juillet 2017).
Si vous disposez d'ouvrages ou d'articles de référence ou si vous connaissez des sites web de qualité traitant du thème abordé ici, merci de compléter l'article en donnant les références utiles à sa vérifiabilité et en les liant à la section « Notes et références ».
Steve Cropper, né Stephen Lee Cropper le 21 octobre 1941 à Dora, Missouri, est un guitariste, auteur-compositeur et producteur américain de soul, funk et rhythm and blues, connu principalement en tant que musicien de studio pour le label Stax, comme membre fondateur des groupes The Mar-Keys et Booker T. and the M.G.'s, et pour avoir participé aux Blues Brothers.

## Biographie
Lorsque Steve est enfant, dans le Missouri, ses parents, des professeurs, aimaient la musique country, prédominante dans la région des Ozarks où ils habitent ; elle constitue la première influence musicale pour Steve. Quand il a neuf ans, sa famille part pour Memphis, dans le Tennessee, ce qui le confronte à un style de musique, le rhythm and blues. Tandis que d'autres adolescents blancs écoutent Elvis Presley et du rockabilly, Steve se tourne vers les racines afro-américaine de cette musique. Il écoute la station de radio WDIA où Rufus Thomas diffuse des blues noirs, et devient un admirateur de Chuck Berry, Bo Diddley, Ray Charles, les Platters et les Five Royales. Quand il atteint les quinze ans, Steve s'achète une guitare pour dix-huit dollars et commence à jouer des airs pour lui-même. 
« J'avais pris assez de leçons, dit-il, pour apprendre les accords, mais j'étais trop impatient pour m'astreindre aux exercices… Peut-être parce que j'avais commencé si tard. J'aimais mieux jouer les airs à la mode que des petites choses comme Little Brown Jug (Petit pot brun) ».
Steve n'est pas le seul adolescent blanc de Memphis à aimer la soul music et bientôt, en 1958, il aide à l'organisation d'un groupe appelé The Royal Spades, avec Don Nix et  Charlie Freeman, qui devient par la suite The Mar-Keys. Last Night, leur premier 45 tours en 1961, devient immédiatement un tube, classé no 2 des charts R&B et no 3 des charts pop. Paradoxalement, Cropper n'y joue pas de guitare, mais seulement des claviers additionnels. Un des membres des Mar-Keys est le contrebassiste Donald Dunn, surnommé « Duck » (Canard) à cause de son penchant à mettre un peu d'humour dans tout ce qu'il fait. Steve et Duck, qui se connaissent depuis la sixième, se considèrent « comme des frères ».
Lors d'une séance d'enregistrement pour Billy Lee Riley en mai 1962, où le chanteur est absent, Steve Cropper, Al Jackson, Booker T. Jones et Lewie Steinberg gravent deux morceaux instrumentaux, Behave Yourself et Green Onions . Le patron de Stax, Jim Stewart, décide de sortir le disque. Booker T. and The M.G.'s était né. Green Onions remporte un grand succès auprès des D.J. américains. Il se classe en tête des ventes R&B et à la 3e place des charts pop. 
Plus tard, en 1964, après le départ de Steinberg, et sur l'insistance de Steve, « Duck » devient le contrebassiste des M.G.'s. 
Steve devient bientôt l'un des principaux techniciens du son de la compagnie Stax. Encore aujourd'hui, il a cette fonction, tout en enregistrant comme musicien avec les M.G.'S. 
Ensemble, Booker T. and The M.G.'s publient une dizaine d'albums jusqu'en 1971 et servent de « groupe maison » à Stax, enregistrant pour toutes les vedettes du label, parmi lesquelles Otis Redding, Sam and Dave, Wilson Pickett, Rufus et Carla Thomas, Eddie Floyd, Albert King….
Cropper est l'homme qui fait connaître Otis Redding, collaborant avec lui pour les chansons, s'assurant que les musiciens adéquats sont choisis pour que la musique, finalement, produise le sentiment que Redding veut donner. Cropper dit de son regretté ami et collègue : « Otis était absolument fantastique, un homme pur et un homme bon, à côté de qui on se sentait bien. Il était un des plus grands, n'importe quel bon musicien aurait voulu travailler avec lui. Il ne ménageait jamais sa peine. Il était toujours d'accord pour essayer de nouveaux « trucs » et pour coopérer pleinement. Souvent, nous restions à travailler toute la nuit de nouvelles chansons. Vraiment, il ne se rendait pas compte combien il était grand. » C'est lors d'une de ces soirées de travail qu'est réalisé (Sittin' On) The Dock of the Bay, enregistré quatre jours avant la mort de Redding. 
En 1969, Steve Cropper sort son premier album solo, With a Little Help From My Friends. En 1971, il quitte le groupe et ouvre son propre studio d'enregistrement, TMI, avec Jerry Williams et l'ancien Mar-Key Ronnie Stoots. Il participe cependant aux diverses réunions des M.G.'s en 1977, 1986, 1992, etc. Il collabore aussi avec d'autres artistes, comme John Lennon, Ringo Starr, Rod Stewart, The Jeff Beck Group, Roy Orbison, José Feliciano, Eddy Mitchell, Véronique Sanson ou Axelle Red.
En 1975, Cropper déménage à Los Angeles, où il vit pendant les treize années suivantes, avant de s'installer à Nashville. À la fin des années 1970, il rejoint The Blues Brothers, le groupe de Dan Aykroyd et John Belushi, avec lequel il enregistre l'album Briefcase Full of Blues et fait plusieurs tournées mondiales. En 1980, Steve incarne « le colonel » dans le film The Blues Brothers, toujours accompagné par Donald "duck" Dunn son collègue et ami d'enfance. Donald Duck Dunn décède le 13 mai 2012, à Tokyo. C'est Steve Cropper lui-même qui annonce le décès, sur sa page Facebook, avec les mots suivants : 
« Today I lost my best friend, the World has lost the best guy and bass player to ever live. Duck Dunn died in his sleep Sunday morning May 13 in Tokyo Japan after finishing 2 shows at the Blue Note Night Club. » (« Aujourd'hui j'ai perdu mon meilleur ami, le Monde a perdu le meilleur gars et bassiste qui ait vécu. Duck Dunn est mort dans son sommeil Dimanche matin, le 13 mai, à Tokyo au Japon, après avoir bouclé deux spectacles au Blue Note Night Club »).
Steve Cropper est également co-auteur de nombreuses chansons, dont Mr. Pitiful, Fa-Fa-Fa-Fa-Fa (Sad Song) et (Sittin' on) The Dock of the Bay avec Otis Redding, In the Midnight Hour avec Wilson Pickett, Knock on Wood et 634-5789 (Soulsville, U.S.A.) avec Eddie Floyd, See Saw avec Don Covay et la plupart des morceaux de  Booker T. and the M.G.'s, notamment Green Onions, Hip Hug-Her, Soul Limbo et Melting Pot.
En 1996, Steve Cropper est consacré « plus grand guitariste vivant » par le magazine britannique Mojo. En 2003, Rolling Stone le classe 36e dans sa liste des « 100 plus grands guitaristes de tous les temps » (il est rétrogradé en 39e position dans la version de 2011). Le 9 juin 2005, Cropper est intronisé au Songwriters Hall of Fame. En 2009, EMP/SFM lui remet le Founders Award. L'année suivante, il entre au Nashville Songwriters Hall of Fame. En tant que membre de Booker T. and the M.G.'s, il est intronisé au Rock and Roll Hall of Fame en 1992 et reçoit en 2007 le Grammy Lifetime Achievement Award.

## Discographie
- 1969 : Jammed together (Stax Records) avec Pops Staple et Albert King
- 1969 : With a Little Help From My Friends
- 1981 : Playin' My Thang
- 1982 : Night After Night
- 1987 : Duane Eddy & the Rebels (Capitol) avec Paul McCartney, Ry Cooder, Jeff Lynne, Jim Keltner, George Harrison
- 1998 : The Interview – Play It, Steve!
- 2008 : Nudge It Up A Notch (avec Félix Cavalière)
- 2010 : Midnight Flyer (avec Félix Cavalière)
- 2011 : Dedicated 429 records
- 2017 : The Last Shade of Blue Before Black – Steve Cropper, Lou Marini and the Original Blues Brothers Band
- 2018 : Telemasters (avec Arlen Roth)
- 2021 : Fire It Up
- 2024 : Friendlytown

## Filmographie
- 1981 : The Blues Brothers : Le colonel
- 1987 : Cheeseburger film sandwich : un client
- 1988 : Satisfaction : Sal
- 1989 : Empire of Ash III : un voleur de la seconde équipe
- 1999 : Blues Brothers 2000 : Le colonel
- 2008 : Soyez sympas, rembobinez : un fan de Fats Waller (non crédité au générique)